# مقاطعة كريغ (فيرجينيا)
 مقاطعة كريغ  (بالإنجليزية:  Craig County)‏ هي إحدى المقاطعات في ولاية فيرجينيا في الولايات المتحدة الأمريكية. تأسست المقاطعة في عام 1851، وتُعرف بطبيعتها الجبلية الخلابة ومجتمعاتها الريفية الصغيرة. تبلغ مساحة المقاطعة حوالي 1080 كيلومتر مربع.
بلغ عدد سكان المقاطعة 4,892 نسمة وفقًا لتعداد عام 2020، وقد شهدت انخفاضًا تدريجيًا في عدد السكان خلال السنوات الأخيرة. وبحسب تقرير صادر عن مركز ويلدون كوبر للخدمة العامة بجامعة فيرجينيا في يوليو 2023، يُقدّر عدد السكان بنحو 4,855 نسمة، بانخفاض قدره 6.45% مقارنة بتعداد 2010 الذي بلغ 5,190 نسمة. ويُعزى هذا التراجع جزئيًا إلى عوامل مثل عدم مشاركة بعض السكان في التعداد الفيدرالي.
تعتمد المقاطعة بشكل رئيسي على الزراعة والغابات والسياحة الريفية. كما تشتهر بمناطقها الطبيعية مثل منتزه "ماونت رودرز" ومحمية "دودج كريك"، التي تجذب الزوار لمحبي المشي والتخييم وصيد الأسماك.
تضم المقاطعة مركزًا إداريًا في مدينة نيو كاسل، وهي المدينة الرئيسية في المقاطعة